# CyberEmpathy: Magazine of Visual Communication and New Media in Art Science Humanities Design and Technology
CyberEmpathy Journal of Visual Communication – transdyscyplinarne czasopismo naukowe poświęcone zagadnieniom komunikacji wizualnej, redagowane przez Andrzeja Głowackiego i wydawane przez Marikę Wato w latach 2011–2016. W latach 2013–2016 czasopismo znajdowało się w Części B Wykazu czasopism Ministra Nauki i Szkolnictwa Wyższego.

## Działalność wydawnicza
Powstanie czasopisma zainspirowała opublikowana przez Andrzeja Głowackiego w 2009 roku monografia pt. „Od empatii do cyberprzestrzeni” wydana nakładem Wydawnictwa Konsorcjum Akademickie.
Łącznie w latach 2011–2016 ukazało się czternaście angielskojęzycznych wydań pisma pod redakcją naukową Andrzeja Głowackiego. W piśmie publikowano teksty z zakresu cyberkultury autorstwa badaczy, artystów i teoretyków z polskich i zagranicznych ośrodków naukowych.
Czasopismo miało szczególny wpływ na rozwój dyskursu poświęconego sztuce cyfrowej, a teksty o charakterze polemicznym publikowali w nim teoretycy nowych mediów związani z krakowskim ośrodkiem myśli humanistycznej, m.in. Sidey Myoo i Piotr Zawojski, a także twórcy związani z festiwalem sztuki nowych mediów Patchlab Digital Art Festival Kraków. Istotnym zagadnieniem omawianym na łamach pisma było projektowanie na potrzeby nowych mediów rozpatrywane w różnorodnych kontekstach, w szczególności zaś w kontekście architektury i otoczenia człowieka, a także w kontekście rozwoju medium przekazu w tym rozwoju książki artystycznej czy dziennikarstwa. Publikowane treści cechował transdycyplinarny charakter.
W 2016 roku decyzją redaktora naczelnego czasopismo zakończyło działalność publikacyjną pod tytułem „CyberEmpathy: Magazine of Visual Communication and New Media in Art Science Humanities Design and Technology”.

## Rada naukowa
W skład rady naukowej pisma wchodzili przedstawiciele wielu dziedzin nauki i sztuki: prof. Jan Nuckowski (od 2011 r.), prof. Dariusz Grzybowicz (od 2011 r.) prof. Andrzej Wielgosz (od 2011 r.), prof. Zdzisław Hippe (od 2011 r.), dr Mark W. Mck Bannatyne (od 2011 r.), prof. Josyp Los (od 2012 r.), prof. Józef Lubacz (od 2012 r.), prof. Peter Schmid (od 2012 r.), dr Gabriella Pal-Schmid (od 2012 r.), dr Juri Czabanowski (od 2012 r.), prof. Piotr Zawojski (od 2012 r.), dr Beata Bigaj (od 2012 r.), prof. Waldemar Tłokiński (od 2013 r.), prof. Dariusz Rott (od 2013 r.), prof. Paul Rutkovsky (od 2013 r.), dr Brendan Hogan (od 2013 r.), dr Tomasz Jeleński (od 2013 r.), dr Grażyna Pietruszewska-Kobiela (od 2013 r.), dr Magdalena Pińczyńska (od 2013 r.), prof. Marcos Nowak (od 2014 r.), dr Piotr Marecki (od 2015 r.).